# Sarah Reinertsen
Sarah Reinertsen (1975) é uma atleta dos Estados Unidos. Foi a primeira mulher com perna amputada a completar o Ironman.
Em outubro de 2009, Sarah apareceu nua em uma das capas da revista americana ESPN The Body Issue.